# Macron (diakriet)
Een macron of makron, van het Griekse μακρόv (makrón) ("lang"), is een diakritisch teken ¯ geplaatst onder of boven een letter, om een "lange" klinker aan te duiden. Dit wordt vaak gedaan in schoolboeken, om de klank aan te leren, bijvoorbeeld in het Latijn.